# Каскавелла
Каскавелла, или каскавела, или страшный гремучник (англ. Crotalus durissus) — вид гремучих змей, ядовитых змей из подсемейства ямкоголовых семейства гадюковых.

## Описание

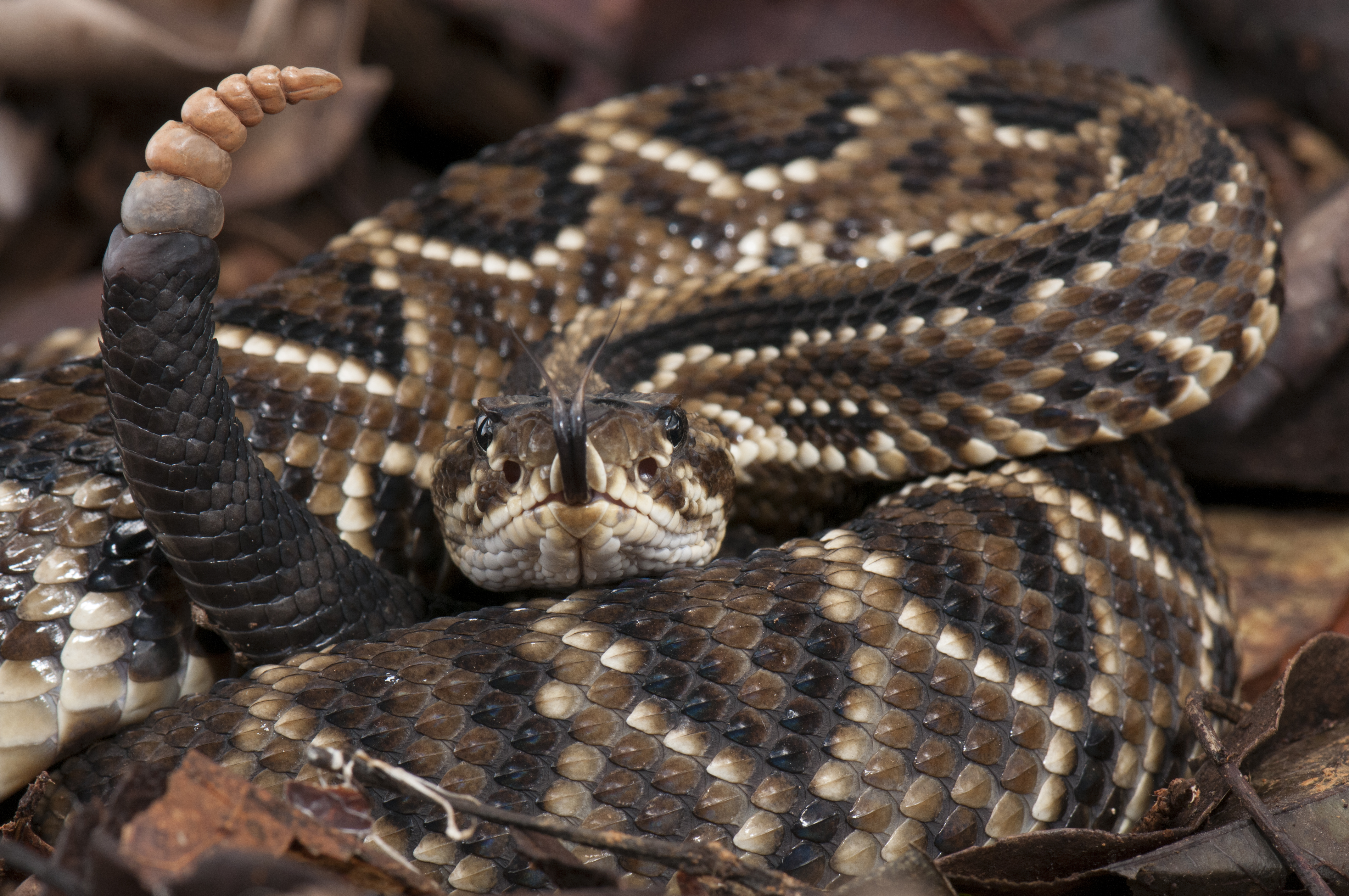

Крупная гремучая змея, общая длина тела достигает до 1,9 м, но обычно около 1,5—1,6 м. Окраска яркая: основной фон туловища красновато-бурый, на нем четко выделяются светло-желтые зигзагообразные линии, идущие по бокам и соприкасающиеся углами на хребте. На голове обычно имеется рисунок из широких темных и узких светлых полос, на боках шеи имеются продольные светлые линии.

## Ареал и места обитания
Каскавелла широко распространена в Южной Америке от Карибского побережья на севере до севера Аргентины и Уругвая на юге и предгорий Анд на западе. При этом ареал вида разделен на две большие части — северную и южную, отделенные одна от другой широким пространством бассейна реки Амазонки, поскольку амазонских экваториальных лесов каскавелла избегает. Обитает она в сухих и полузасушливых открытых ландшафтах: на сухих каменистых участках с редкой растительностью, в степях, редколесьях, на лугах, в саваннах и пустынных местностях. Лишь изредка встречается в лесу. На северо-западе Венесуэлы встречается в прибрежных ксерофильных кустарниках, на псаммофильных и галофильных прибрежных лугах, в колючих ксерофильных кустарниках, тропофильных листопадных и полулистопадных кустарниках, а также в тропофильных сезонных полулистопадных лесах. В регионе Чако в Парагвае она встречается в более засушливых и песчаных районах.
Встречается до высоты 2000 м над уровнем моря.

## Питание
Питается почти исключительно грызунами, вероятно, из-за большого обилия и доступности этих животных в течение всего года в большинстве районов обитания этой змеи. В некоторых регионах иногда поедает ящериц из семейства тейид (менее 5 % рациона). Охотится в сумерках и по ночам. Перед нападением каскавелла очень настороженна и не проявляет никаких предупреждающих знаков, но, как и другие гремучие змеи, редко бывает агрессивна по отношению к людям.

## Размножение
Имеет сезонный репродуктивный цикл; конкуренция между самцами (за доступ к самкам) начинается примерно в конце лета, совокупление происходит осенью, а рождение детенышей происходит следующей весной — летом. Яйцеживородящий вид. Самки рождают от 4—8 до 10—19 детенышей длиной 30—35 см. Беременность длится 5 месяцев.

## Яд
Яд каскавеллы имеет широкий спектр действия, он содержит гемотоксины и нейротоксины (кротоксин и кротамин). При укусе отравление сопровождается не только местными явлениями, а и прогрессирующим параличом нервных узлов, в частности дыхательного центра. Укус каскавеллы, в частности, может привести к нарушению зрения или полной слепоте, слуховым расстройствам, птозу, параличу периферических мышц, особенно шеи, которая становится настолько вялой, что кажется сломанной, и, в конечном итоге, к опасному для жизни параличу дыхания. За нарушениями зрения иногда следует необратимая слепота. Нейротоксины фосфолипазы A2 также вызывают повреждение скелетных мышц и, возможно, сердца, вызывая общие боли и болезненность во всем теле. Миоглобин, попадающий в кровь, приводит к темному цвету мочи. Другие серьёзные осложнения могут быть результатом системных нарушений (несвертывающаяся кровь и общее спонтанное кровотечение), гипотонии и шока. В яде могут присутствовать геморрагины, но любые соответствующие эффекты полностью затмеваются поразительными и серьёзными нейротоксическими симптомами. Основной причиной смерти считается острая почечная недостаточность. У разных особей каскавеллы может быть яд одного из двух типов: «желтый яд», поражающий нервную систему и вызывающий паралич, почечную и дыхательную недостаточность, мышечные боли и делающий мочу темной, или «белый яд», который является геморрагическим и вызывает кровотечение.
Значение LD50 составляет 0,047 мг/кг внутривенно, 0,048 мг/кг внутрибрюшинно и 1,4 мг/кг внутримышечно. Средняя летальная доза при попадании яда в подкожную ткань варьирует в широких пределах: 0,0478 мг/кг, 0,6 мг/кг, 0,171—0,193 мг/кг, 78 мкг/кг и 74 мкг/кг. Смертельная доза для человека массой 60 кг составляет 18 мг, а выход яда — 100 мг.
Смертность от укусов каскавеллы может составлять до 72 % при неоказании надлежащих мер помощи, специфического лечения сывороткой, а при специфическом лечении — 11 %. В Бразилии большинство случаев укусов змей со смертельным исходом приходится на укусы каскавеллы. Из-за сложного действия её яда против её укусов изготавливают специфическую сыворотку. В Бутантане для этого ежегодно берут яд у тысяч поступающих змей. Каждая змея дает при первом взятии 26—45 мг яда в сухой массе, максимально — до 185 мг.

## Подвиды
Выделяют от 6 до 10 подвидов каскавеллы:
- Crotalus durissus cumanensis — Венесуэла и северо-восточная Колумбия, возможно западная Гайана и остров Маргарита в Карибском море у побережья Венесуэлы;
- Crotalus durissus durissus — Гайана;
- Crotalus durissus marajoensis — остров Маражо в эстуарии реки Амазонки;
- Crotalus durissus ruruima — Венесуэла и прилегающие районы Бразилии;
- Crotalus durissus terrificus — юг и восток Бразилии (южнее Амазонии), Уругвай, Парагвай, север Аргентины (восточнее Анд), восток, юго-восток, центр и северо-запад Боливии и прилегающие районы юго-востока Перу;
- Crotalus durissus trigonicus — крайний север Бразилии (штат Рораима) и юго-запад Гайаны.

Некоторые авторы выделяют также подвиды Crotalus durissus cascavella с северо-востока и востока Бразилии (штаты Мараньян, Пиауи, Сеара, Пернамбуку, Риу-Гранди-ду-Норти,Алагоас и Баия), Crotalus durissus collilineatus с юго-запада Бразилии (штаты Мату-Гросу, Гояс, Минас-Жерайс и северо-запад штата Сан-Паулу), Crotalus durissus dryinas с севера Бразилии (штат Амапа) и северного побережья Гайаны и Crotalus durissus pifanorum.

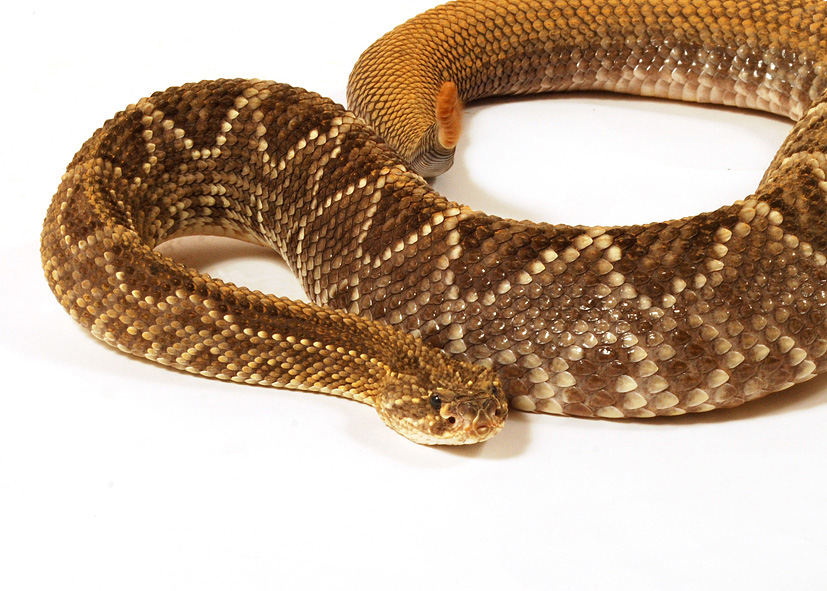
C. d. cumanensis
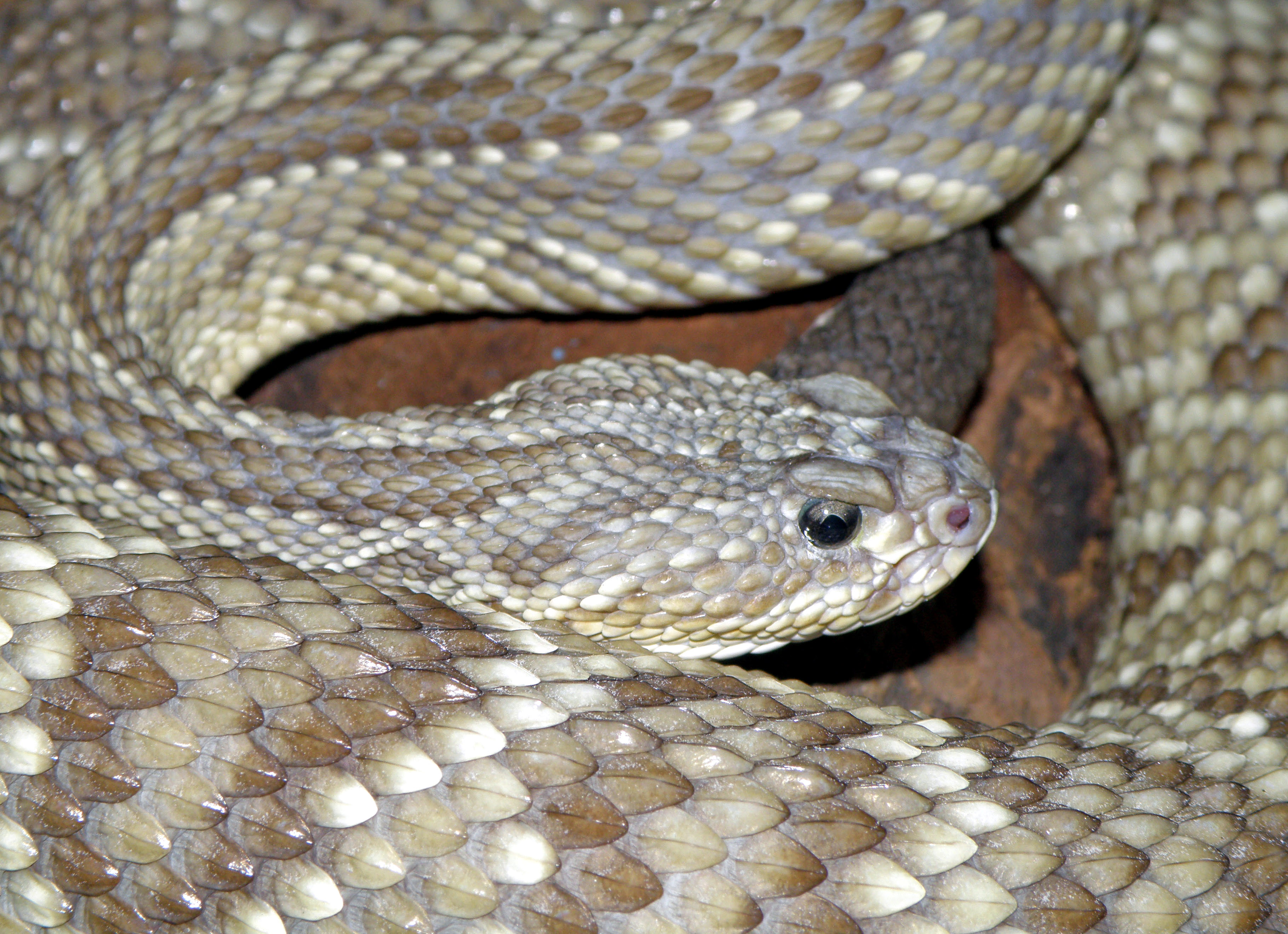
C. d. terrificus
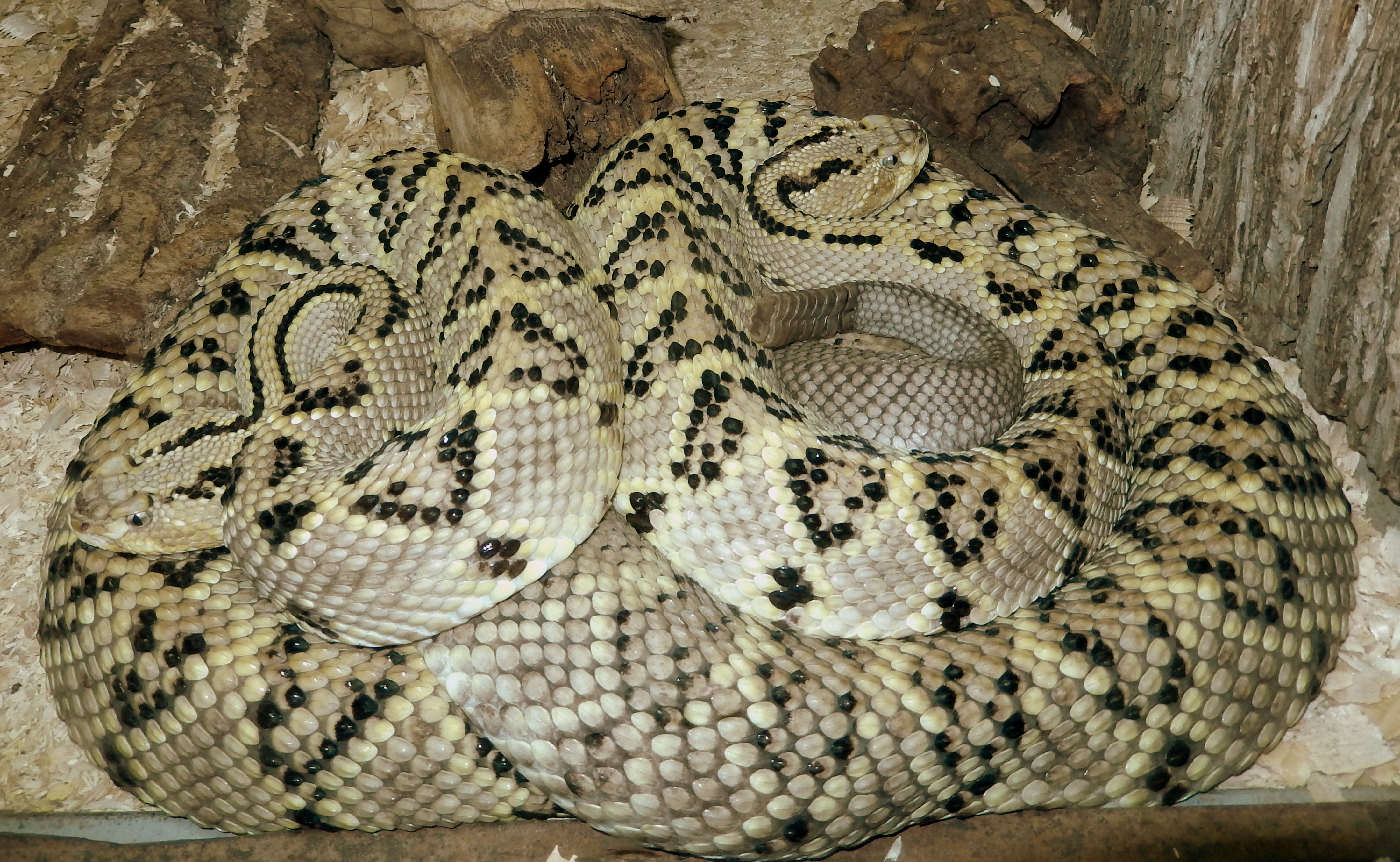
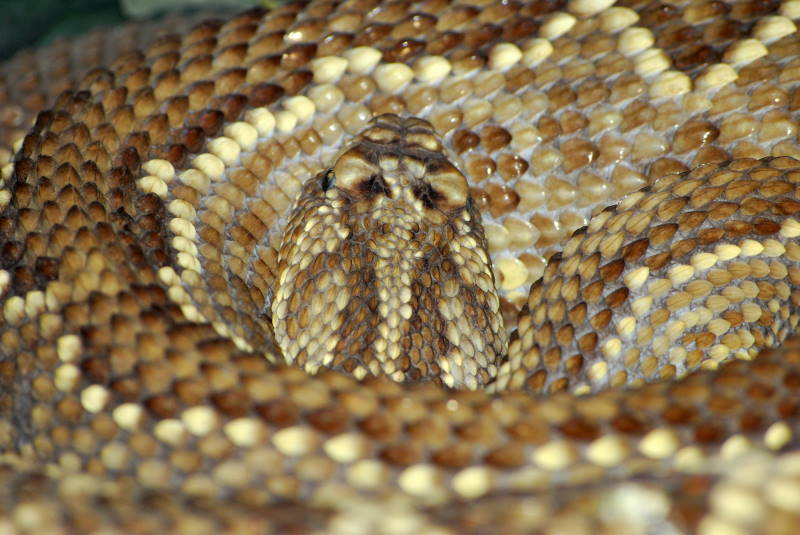
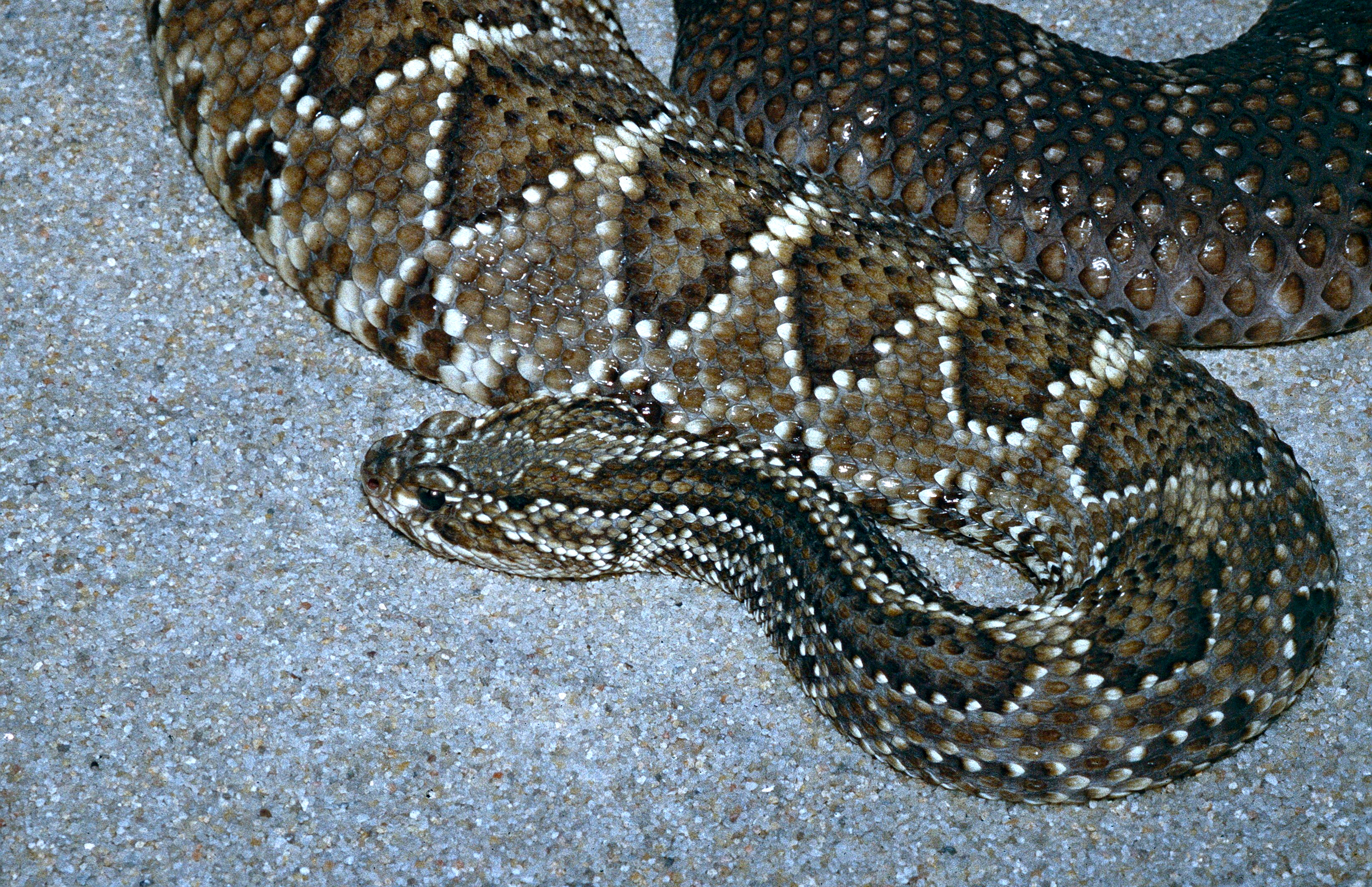
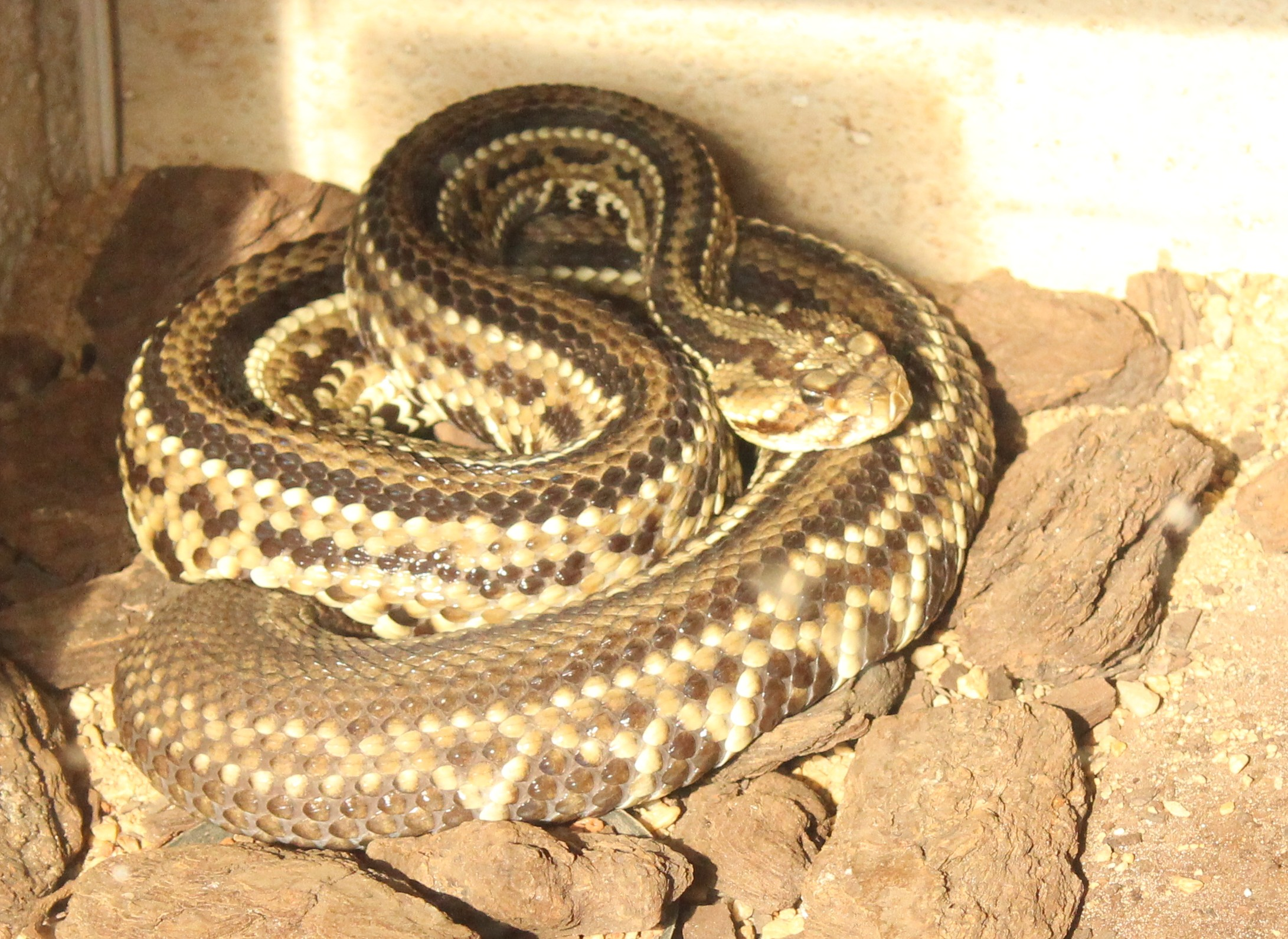
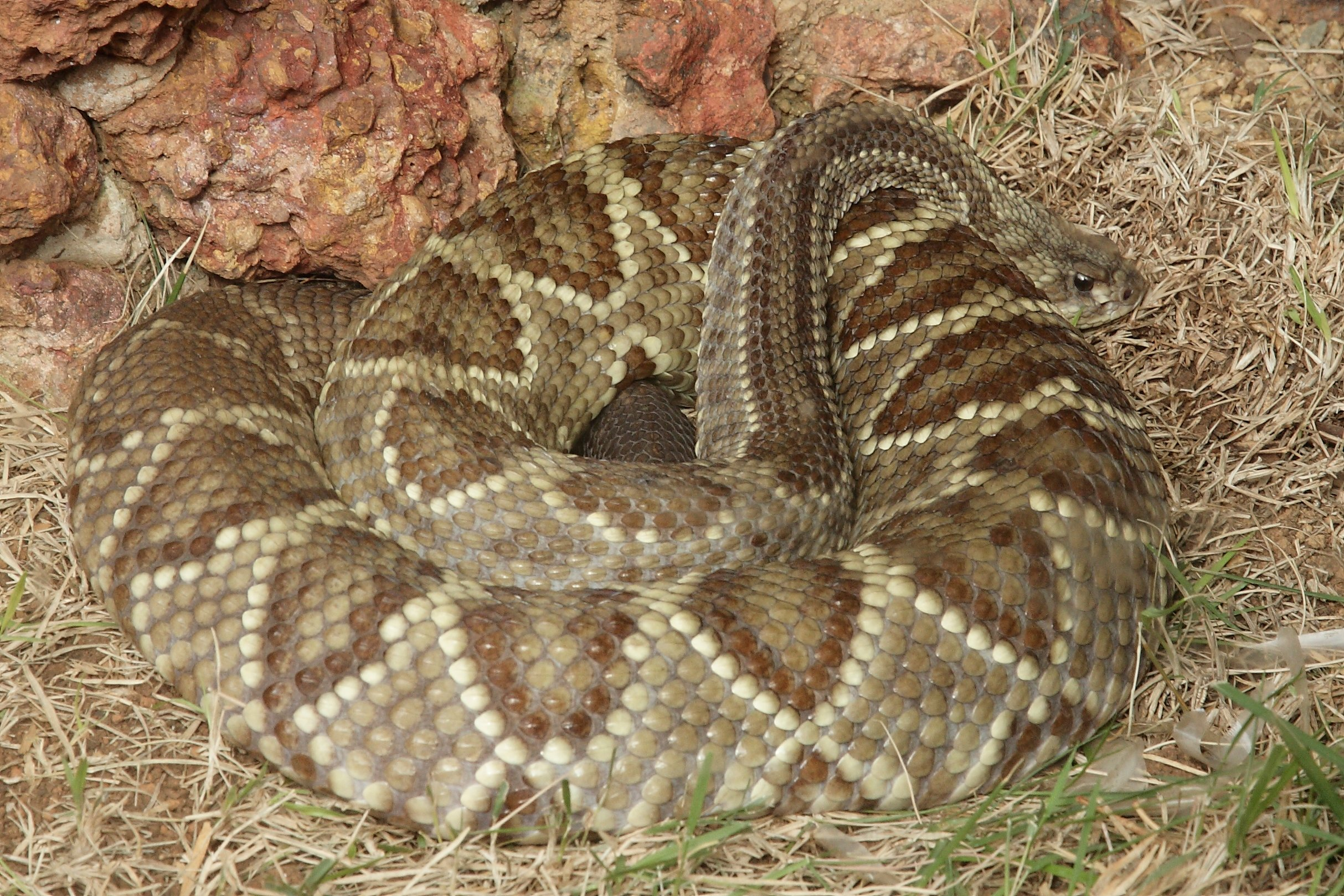